# Museu Pedro Ludovico

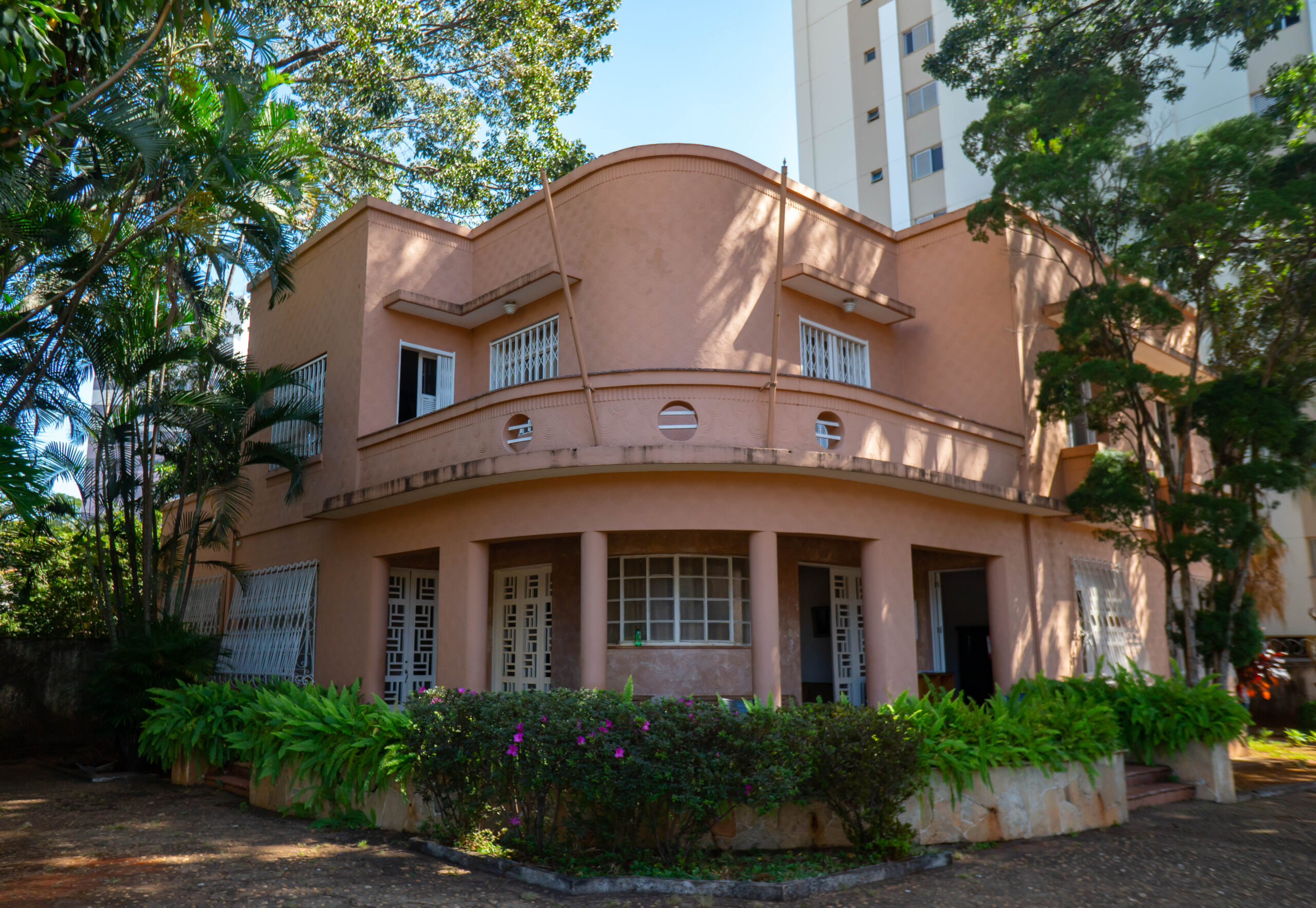
Museu Pedro Ludovico, com inspiração no estilo art déco.

O Museu Pedro Ludovico Teixeira é um museu, criado em 1987, na antiga casa da família de Pedro Ludovico Teixeira, fundador de Goiânia. Apresenta-se na história arquitetônica de Goiânia, e principalmente, na memória de sua construção e fundação, como um grande marco da modernidade anunciada e símbolo da ruptura com o passado colonial da antiga capital. 
Gerenciada pela Secretaria de Estado da Cultura (Secult Goiás), a construção em art déco foi realizada entre 1934 e 1937, mediante a execução do projeto de Atílio Corrêa Lima, renomado arquiteto e urbanista responsável pelo projeto da nova capital do Estado de Goiás.
O museu é tombado como patrimônio cultural pelo Governo de Goiás (Despacho nº 1.096, de 18 de outubro de 1982) e pelo Instituto do Patrimônio Histórico e Artístico Nacional - Iphan (Portaria nº 507, de 18 de novembro de 2023). A unidade tem como missão a preservação, conservação, restauração e ampliação de seu acervo, que está intimamente ligado à história de Goiânia. O objetivo é oferecer aos pesquisadores um ambiente adequado para o resgate e a valorização da memória da capital goiana.

## Criação

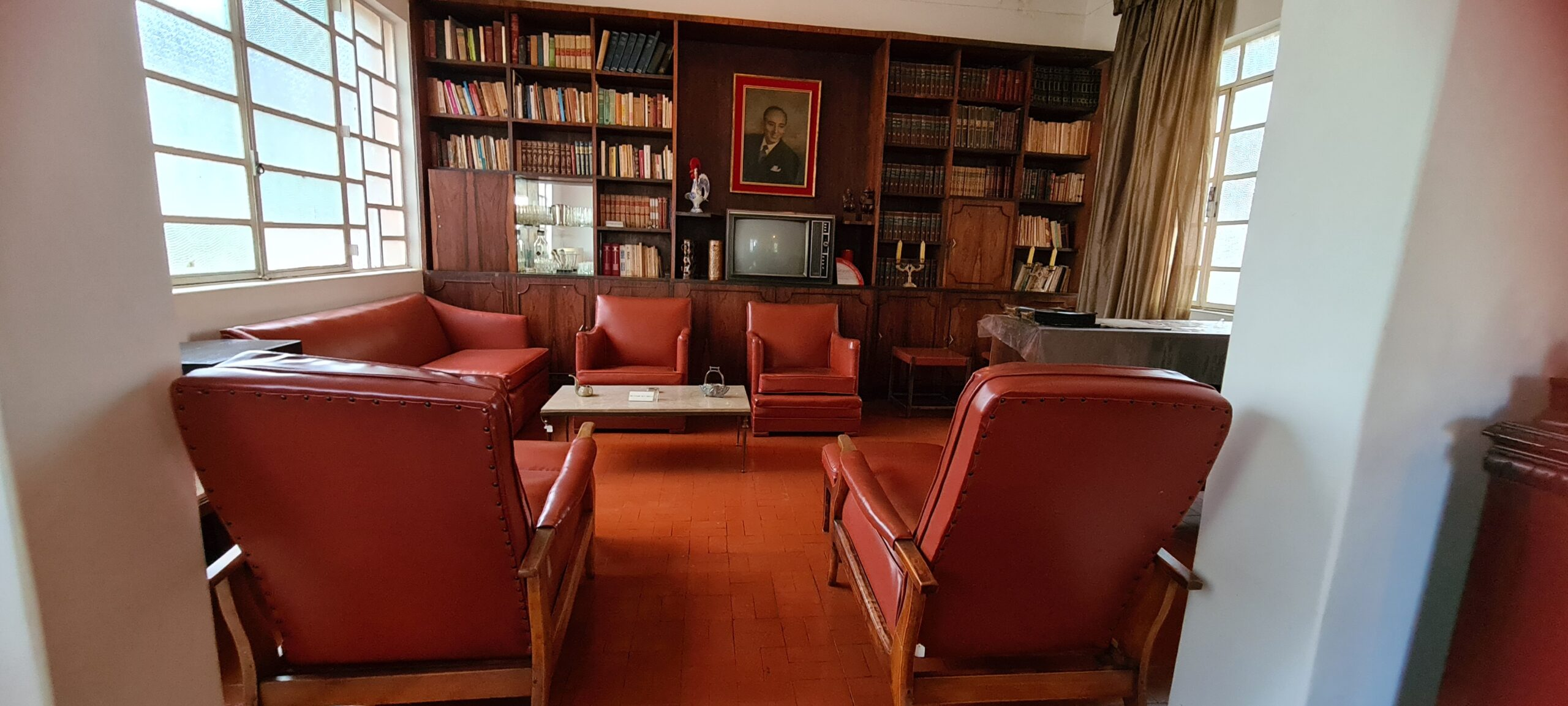
Interior do Museu Pedro Ludovico

O espaço cultural conta com um acervo diversificado e representa vários estilos que remete a vida familiar e política do fundador de Goiânia, Pedro Ludovico Teixeira, e de sua esposa, Gercina Borges Teixeira. Em 1987, o então governador do Estado, Onofre Quinan, autorizou a compra da casa, que custou 17 milhões de cruzados, em três parcelas. A Lei nº 8690, de 25 de setembro de 1979, autorizou o governo a implantar o Museu Pedro Ludovico, cuja criação se deu pelo Decreto nº 2.712, de 18 de maio de 1987.

## Acervo e importância
O acervo do espaço conta com 8,56 mil documentos pessoais e políticos, e 1,83 mil peças diversas do mobiliário e objetos pessoais. A biblioteca possui 500 volumes diversos. Já o acervo fotográfico é composto por 1,14 mil fotografias sobre fatos históricos de Goiânia e do Estado, material esse que se encontra atualmente sob a guarda do Museu da Imagem e do Som (MIS).
Antiga residência de Pedro Ludovico, o Museu Pedro Ludovico abriga a história de Goiânia e seu fundador. Além de possuir biblioteca para pesquisa e um rico acervo iconográfico, o museu é um local destinado a eventos artísticos-culturais, como lançamentos de livros, shows musicais e encenações teatrais, que visam à integração museu/comunidade.
O Museu Pedro Ludovico registra uma média de 200 frequentadores diariamente, inclusive aos sábados e domingos.